# Большой Инагуа
Большой Инагуа (англ. Great Inagua) — один из островов Багам.

## География
Большой Инагуа — самый южный остров не только Багам, но и всего Лукайского архипелага. Расположен к западу заморской территории Теркс и Кайкос и в 80 км восточнее Кубы. Административно остров с соседним Малым Инагуа и мелкими островками образует район Инагуа.
Площадь Большого Инагуа — 1544 км², это второй по площади остров страны, уступая по территории лишь Андросу.
Остров длиной около 90 км и шириной около 30 км сложен преимущественно плейстоценовыми известняками, высшая точка — холм Ист-Хилл (высота 33 м). На острове несколько озёр, самое крупное — Виндзор (англ. Lake Windsor) 19 км длиной, которое занимает около четверти Большого Инагуа. На острове есть множество сенотов с океанической водой.

## История
Первые поселения лукаянов, которые добрались сюда с Кубы или с Гаити, датируются V-VII веками. На их языке остров назывался Инага, созвучно с испанским Inagua, что означает «место, где есть вода».
В конце XIX — начале XX века здесь побывал Джошуа Слокам, путешествующий на «Спрей»
В 2017 году значительный ущерб острову нанёс ураган «Ирма». На следующий год остров пострадал от урагана «Айк».

## Население
Население Большого Инагуа — 969 человек (2000 год). Практически все жители острова проживают в Матью-Тауне, основанным в период нахождения у власти на Багамских островах губернатора Джорджа Мэтью, в честь которого и назван.

## Экономика
Основа экономики — добыча морской соли компанией Morton Salt Company — ежегодно производится около 500 тыс. тонн соли. Это второе по величине предприятие по выпариванию соли на солнце в Северной Америке. В отличие от других островов Багам, туризм развит слабее.
На острове есть аэропорт и маяк, который является основной достопримечательностью.

## Природа
На острове расположен крупный орнитологический заповедник, где обитает 80 тысяч вест-индских фламинго и другие экзотические виды птиц, таких как розовые колпицы, пеликаны, цапли, белые цапли и багамская шилохвость. Также на острове обитает эндемичный род колибри Nesophlox, свойственный лишь для Багамского архипелага. А вид Nesophlox lyrura обитает лишь на Большом и Малом Инагуа.
На острове также обитают несколько эндемичных рептилий.
Большой Инагуа — одно из мест откладывания яиц зелёной черепахи.

## Галерея

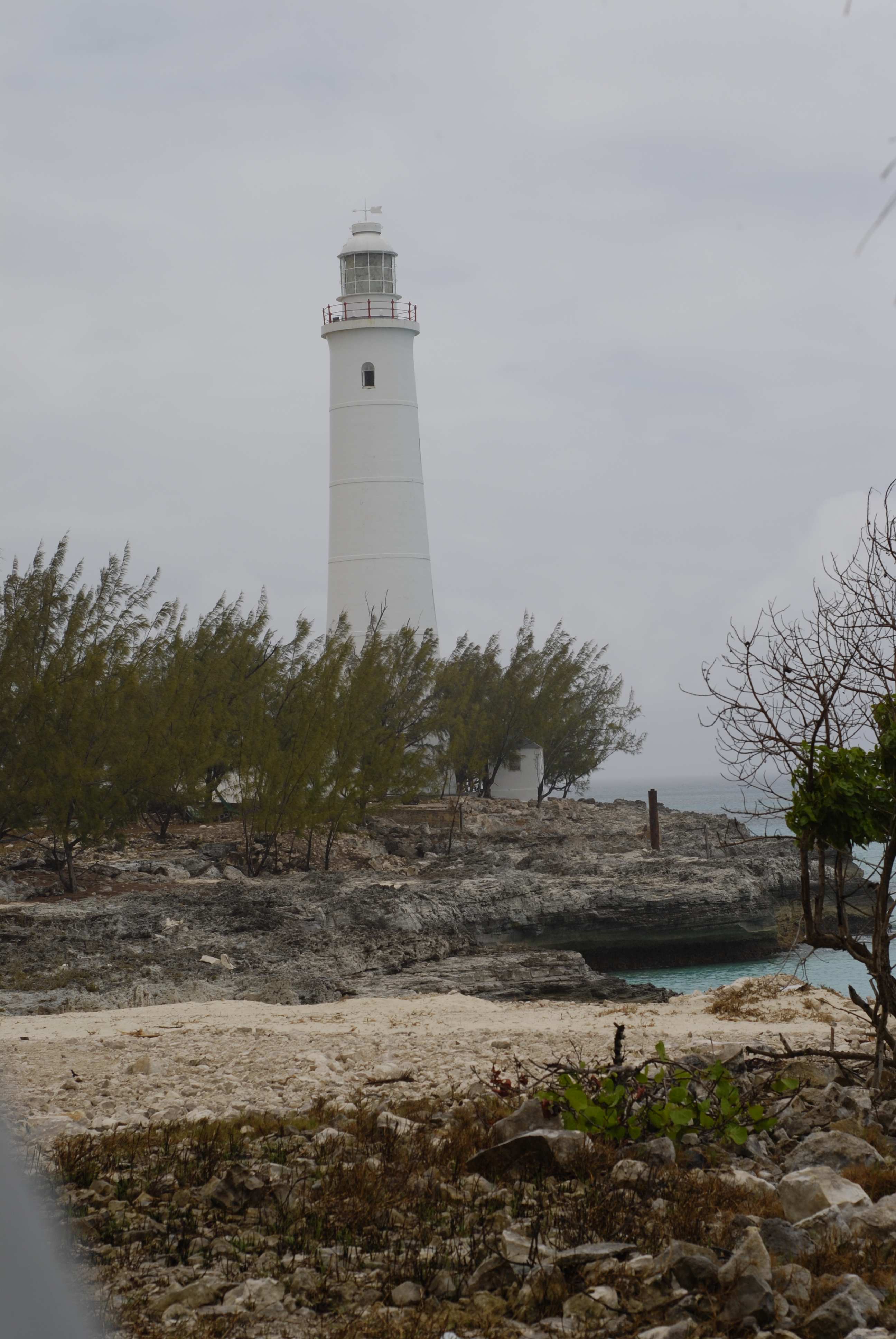
Маяк
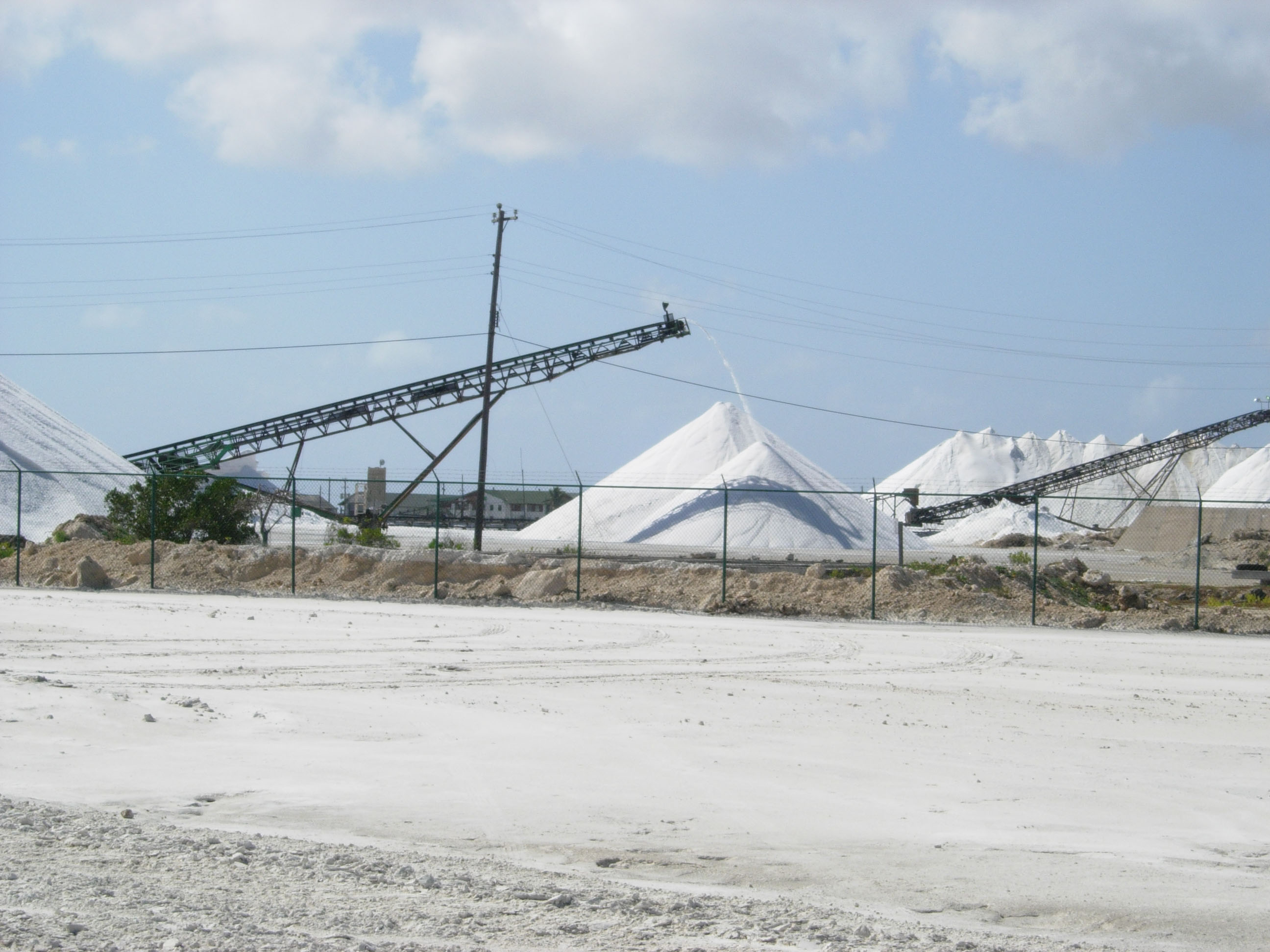
Добыча соли
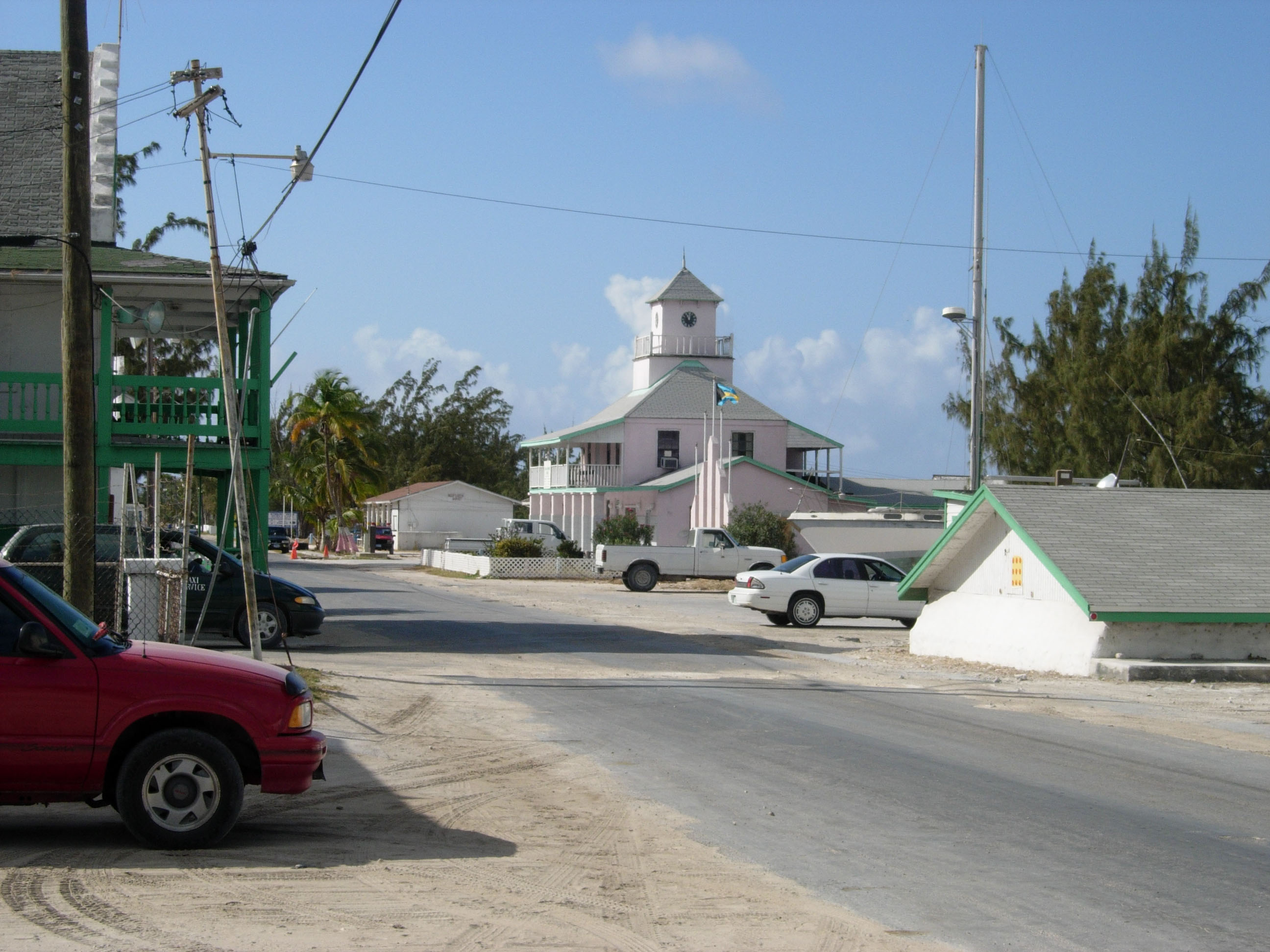
Матью-Таун
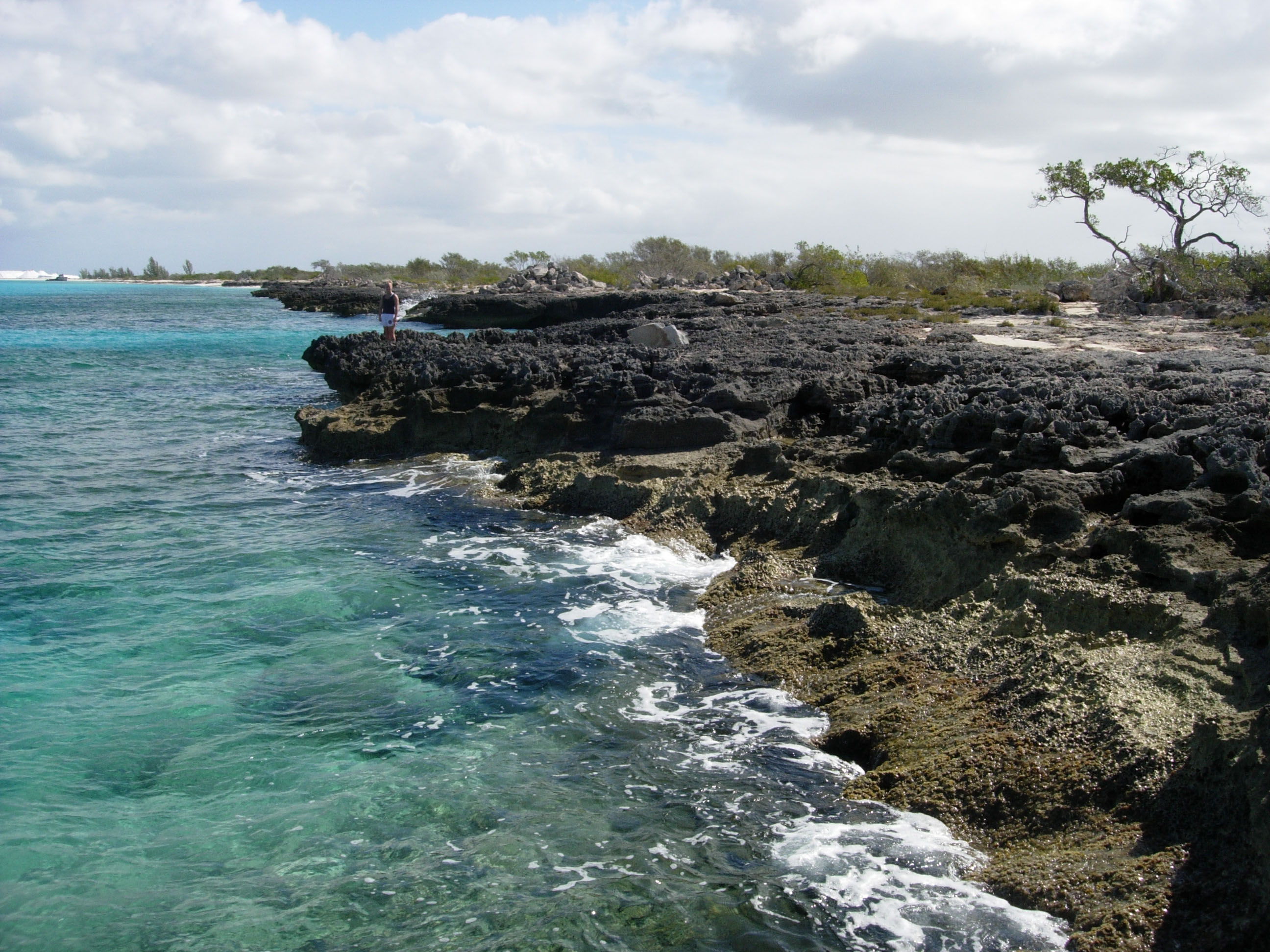
Северный берег острова